# Оболенский, Пётр Никитич
Пётр Ники́тич Оболе́нский (? — 1499) — князь, воевода и боярин на службе у московского князя Ивана III.

## Биография
Происходил от Святого Михаила Черниговского. Рюрикович в XVIII поколении. Сын Никиты Ивановича Оболенского. Имел братьев: Василия, Андрея Ногтя, Ивана Смолу и Даниила Собаку.
В 1487 во время Новгородского похода Ивана III был приставом при царевиче Даньяре и вместе с ним занимал позицию напротив города в монастыре на Ковалеве.
В 1491 году вместе с князем Репня-Оболенским и царевичем Сатылганом участвовал в походе русских войск, посланных на помощь московскому союзнику, крымскому хану Менгли Гераю, против войск Большой Орды под командованием Сеид-Ахмеда и Шейх-Ахмета. Узнав, что московское войско находится на берегах Донца, ордынские царевичи отступили.
В 1493 году пожалован в бояре. В этом же году участвовал: в походе в Литву к Великим Лукам, 1-м воеводой Передового полка и 3-м воеводой при посланном на Тверь князе Василии Ивановиче, сыне великого князя.
В 1495 году участвовал в шведской войне и осаде Выборга, 1-м воеводой Передового полка.
В 1496 году новый поход в Финляндию, дошел до Тавастгуса.
Князь Пётр Никитич Оболенский скончался в 1499 году, бездетным.